# Alexios Xiphias
Alexios Xiphias (în limba greacă: Ἀλέξιος Ξιφίας, în limba italiană: Alessio Xifea) a fost un protospatharios bizantin și catepan de Italia între anii 1006 și 1008, succedând lungii perioade a catepanului Grigore Tarchaneiotes. În martie 1007, a promulgat o diplomă în favoarea lui Alexandru, abate de San Giovanni in Lamis.